# Antônio Carlos Gomes
Antônio Carlos Gomes (11. prosince 1836 Campinas - 16. září 1896 Belém) byl brazilský hudební skladatel, první skladatel z amerického kontinentu, který se prosadil na evropských operních jevištích. Za svůj život složil osm oper, z nichž Il Guarany je nejznámější.

## Životopis
V mládí byl ovlivněn svým bratrem, dirigentem José Pedro de Sant'Anou Gomesem, který ho přiměl věnovat se hudbě. Uvedl ho na dvůr císaře Petra II., proslulého podporovatele brazilských umělců a intelektuálů. Císař mu umožnil studovat na hudební konzervatoři v Riu de Janeiro. Poté, co studium absolvoval s vyznamenáním, napsal svou první operu A noite do castelo (1861), jež zaznamenala velký úspěch. Ještě větší ohlas o dva roky později sklidila druhá opera Joana de Flandres. To přimělo císaře, aby mu udělil císařské stipendium, jež mu umožnilo studovat v Itálii. Od roku 1864 tak studoval v Miláně na místní konzervatoři, pod Lauro Rossim či Alberto Mazzucatem. Čtyřletý kurz dokončil za tři roky a získal titul Maestro. Poté chtěl vytvořit opravdu národní operu, s brazilským námětem, k čemuž si vybral román José de Alencara O Guarani: Romance Brasileiro. Opera Il Guarany měla premiéru roku 1870 v milánské La Scale. Úspěch byl obrovský. Doboví hudební kritici ho dávali na stejnou úroveň jako Gioacchino Rossiniho či Giuseppe Verdiho. Dočkal se i vyznamenání od italského krále Viktora Emanuela II. Poté se vrátil do Brazílie. Když byla v roce 1889 vyhlášena brazilská republika, jakožto přesvědčený monarchista a věrný přítel císaře Petra II., se vrátil do Itálie a odmítl nabídku prezidenta Deodoro da Fonsecy, aby složil novou brazilskou státní hymnu. V následujících letech složil operu Condor a kantátu Colombo, k oslavě 400 let objevení Ameriky Evropany. Roku 1896 mu guvernér brazilské provincie Pará nabídl, aby řídil hudební konzervatoř v hlavním městě provincie Belém. Přijal, ale krátce po příjezdu do Belému zemřel.